# Белый чай
Бе́лый чай — вид чая, подвергающийся слабой ферментации (окислению). Белый чай меньше всего подвергается ферментации, примерно на 5—7 %. Название «белый» получил по виду чайной почки, которая густо покрыта белым ворсом. По терминологии, принятой в китайской медицине, соответствует элементу «металл», который традиционно ассоциируется с белым цветом. Основная идея белого чая — сохранить чайный лист в том виде, в котором он растёт на кусте, сохранив максимум природного и естественного при минимальном человеческом воздействии.
Белый чай заваривали ещё при дворе китайских императоров. Императоры ценили такой чай за изысканность вкуса, утончённость аромата, за то, что он проясняет ум и снижает внутренний жар, который, по теории китайской медицины, является «причиной ста болезней». История прототипа этого вида чая насчитывает около 880 лет; история отдельных сортов, выведенных специально для изготовления белого чая, насчитывает 100—150 лет.
Правильно приготовленный белый чай обладает массой полезных свойств: он придаёт сил и одновременно избавляет от бессонницы.

## Сорта
Существуют четыре традиционных сорта, производимые в провинции Фуцзянь (уезды Фудин и Чженхэ):
- Байхао Иньчжэнь (白毫银针 «беловолосые серебряные иглы»)
- Баймудань (bái mǔdān, 白牡丹, «белый пион»)
- Шоу Мэй (寿眉 «брови старца»)
- Гун Мэй (Gōng méi 龚眉 «бровь, подношение, подарок»)

Первые два вида считаются чаями высшего качества, следующие — относятся к «простым» и «малым» формам, их качество уступает первым двум.
В XX—XXI веках появились и новые сорта белого чая, производимые в других регионах: как в Китае, например, провинция Юньнань (сорта: Бай Цзянь и Юэ Гуан Бай), а также в Непале, Индии, Таиланде и на Шри-Ланке.
Белый чай производится из листьев определённого сорта чайного куста, самые распространённые — Да Бай Хао (большой белый пух) и Шуй Сян («нарцисс»; бывает также тёмный Шуй Сян). Особенность этих чайных кустов в том, что они начинают вегетировать очень рано — в конце февраля начинают появляться нежные почечки, покрытые белым ворсом, и весь куст, его ветки также покрыты белым пушком, защищающим растение от холода. Бай Хао — «белый ворс» — раньше демонстрировался китайцами как показатель наивысшего качества чая: считалось, чем больше в чае таких почек, тем он качественнее, поэтому все виды белого чая относятся к категории элитных.
Есть так называемая индийская разновидность белого чая, которая делается на Шри-Ланке и провинции Нилгири. Такой чай немного похож по виду на китайский, но на этом сходство заканчивается. Также интересен сорт чая дарджилинг. Например, органический белый дарджилинг плантации Окайти «имперский» (Okayti Imperial) второго сбора классифицируется наивысшей чайной категорией листа SFTGFOP1 (см. Категории чайного листа)

## История
Белый чай появился задолго до зелёного чая и шен пуэра, однако первые письменные упоминания о белом чае датируются XII веком, временем правления династии Сун. Связано это с тем, что изначально белый чай использовался исключительно как лекарство. Позже, когда чай нашёл свое место в буддийских ритуалах и его начали употреблять как благородный напиток, образовалось несколько церемоний употребления, общей чертой которых было перемалывание чая в порошок. Такой метод не слишком подходит для белого чая. Однако во время правления династии Сун происходит запрет на продажу перетёртого чая в связи с подмешиванием в чайный порошок других растений и сложностью контроля качества. Таким образом, постепенно появляется традиция питья листового чая. Именно в этот период белый чай занимает своё место не только на лекарственной полке, но и рядом с другими чаями.

## Технология изготовления
Производится в основном в горах китайской провинции Фуцзянь на высоте 1000—2200 метров. Также производится в Восточном Непале, Тайване, Северном Таиланде, Галле (Южная Шри-Ланка) и Индии.
Базовый процесс производства белого чая следующий:
Свежий лист чая → увядание → сушка (воздушная сушка, солнечная сушка или механическая сушка) → белый чай.
Сбор чая производится селекционным способом. Чай собирают в середине марта — начале апреля вручную рано утром с 5 до 9 часов утра. Погода должна быть ясной и солнечной. Сборщики чая не имеют права есть лук, чеснок, пряности, употреблять алкоголь, чтобы запах не испортил аромата листочков. Если во время сбора начинается ветер или идёт дождь, то весь урожай пропадает, а цены на белый чай, и без того высокие, сильно растут.
Для белого чая собираются самые молодые неповреждённые листья, обычно для дорогих сортов чая срывается либо один, либо два верхних листика, окутанных белым ворсом — «байчой». После сбора листья подвяливаются, высушиваются естественным образом под лучами солнца, попеременно их помещают в тень (солнечно-теневая ферментация). После высушивания чай просушивают в печи, сортируют или сразу же упаковывают — чай готов. Белый чай уникален тем, что его не скручивают — воздействие человека минимально. При сортировке самое лучшее сырьё — чайные почки (типсы) — идут на Бай Хао Инь Чжэнь, то, что остаётся, просеивается, почки (типсы) и второй лист становятся Бай Му Данем, и последнее, что остается, становится Шоу Мэй. Так как чай делается из высококачественного сырья, то все сорта считаются элитными, Бай Хао Инь Чжэнь — лучший.
Если при изготовлении белого чая погодные условия не позволяют высушивать его на солнце, тогда используются сушилки в помещении, но такой чай сильно уступает вышеописанному по качеству.
Белый чай сразу после приготовления не употребляют, он должен хотя бы месяц «дойти», такой чай со временем может стать лучше за счёт химических процессов, происходящих в глубине листа. Но при этом такой чай плохо переносит транспортировку и долгое хранение.

## Свойства
Обладает массой целебных свойств, его называют чаем молодости и здоровья. Стоит на первом месте по содержанию полезных веществ, так как не подвергается термической обработке, содержит витамины С, РР, витамины группы B, микроэлементы, аминокислоты и множество других веществ, в нём меньше кофеина, чем в других сортах чая. Обладает охлаждающим действием, его можно пить как утром, так и вечером. Белый чай также используют в медицине.

## Органолептическаяхарактеристика
Аромат сухого белого чая уникален, в нём есть нотки, присущие только белому чаю. Чаинки серо-зеленого цвета покрыты белым ворсом. Байхао Иньчжэнь состоит только из целых почек, имеющих форму игл, Бай Му Дань — из белых почек и листочков, которые имеют разную степень ферментации, поэтому цвет такого чая неравномерен: от белого с серебристо-зелёным с вкраплениями коричневого. Шоу Мэй и Гун Мэй также неравномерны по цвету, почек почти нет, лист не цельный.
Вкус белого чая освежающий, нежный, но в то же время полный, богатый вкусовыми оттенками цветов, мёда, дыни, персика, ягод, берёзового сока. Цвет — нежный жёлто-персиковый, может быть практически незаметным, может напоминать свежий мёд или янтарь, настой прозрачный. Белый чай относится к самым дорогим видам чая. Как правило, чем выше цена чая, а, следовательно, и качество, тем ярче его аромат и вкус. Байхао Иньчжэнь имеет тонкий изысканный вкус, который сложно оценить человеку, незнакомому с чаем, так что знакомство с такими чаями нужно начинать с сортов «попроще», Бай Му Дань имеет более «явные» вкусовые характеристики.
Чаще всего чай выпускается в рассыпном виде, его прессуют в форме блина, также из него делают связанные чаи, добавляя жасмин, хризантему, но цветы забивают природный вкус чая.
Белый чай часто подделывают, выдавая за него обычный зелёный чай. Иногда имитируется аромат, присущий белому чаю, так что отличить белый чай от подделки часто бывает очень сложно. Подделка не обладает достоинствами белого чая.
Отличить белый чай от подделки несложно — посуда, из которой он был выпит ещё тёплым, передаёт особый сладковатый запах.

## Заваривание
Белый чай требует определённого способа заваривания, неправильным приготовлением можно испортить чай.
Заваривание определяется тремя факторами: температура воды, длительность заваривания и посуда. Чайные мастера знают, что существует тысяча способов правильно заварить белый чай, но одновременно с этим есть миллион способов сделать это неправильно.
В зависимости от свойств, которые вы хотите получить от чая, вы должны выбрать оптимальную температуру и время настаивания. Чем горячее вода для заварки, тем более ярко будет выражен вкус напитка, но если вода будет слишком горячей, он станет горьким на вкус, особенно если чай находился в воде слишком долго.
Длительность настаивания необходимо определить с учётом количества самого сухого чая и последующих завариваний (если чая положить много, то его можно будет заваривать до пяти раз, каждый раз получая напиток с новым вкусом и ароматом).
По традиции, на одну чашку кладут от 2 до 10 граммов чая (от одной до пяти заварок), температура воды 60—65 °С +5 градусов на каждое последующее заваривание. Это позволяет максимально раскрыть свойства напитка и выжать всё из чайных типсов. При последней заварке распаренные типсы можно отжать в чашку с чаем для улучшения вкуса.
Правильно выбранная посуда позволяет лучше передать аромат чая — ни в коем случае нельзя использовать для этого металлические чайники и заварники; лучше всего подходит стеклянная или керамическая посуда.

## Хранение
Хранить белый чай следует в сухом помещении, в хорошо закрытой керамической посуде, с хорошо притёртой крышкой. Нельзя хранить чай рядом с пахнущими продуктами, так как он очень быстро впитывает посторонние запахи.
Обычно считается, что белый чай, как и другие слабоферментированные, следует хранить до очередного урожая — то есть год, однако сами фудинцы (люди, выращивающие белый чай) хранят его годами, считая, что выдерживание чая придаёт ему положительные качества. Сегодня можно встретить, например, Белый Пион, выдержанный 10 лет.
Наилучшие условия хранения чая — герметичная ёмкость при температуре 10 С°, то есть холодильник. В таких условиях чай может храниться несколько лет. Однако ни в коем случае нельзя хранить чай при температуре ниже 0 С°, поскольку это разрушит типсы.